# Foxy Lady (canción)
«Foxy Lady» (también conocida como «Foxey Lady») es una canción escrita por el guitarrista Jimi Hendrix, incluida en el álbum debut de la banda formada por él, Mitch Mitchell y Noel Redding, The Jimi Hendrix Experience, titulado Are You Experienced?. El tema se convirtió en uno de sus muchos clásicos.

## Composición

### Estructura
La pista, primera de la edición estadounidense y penúltima de la edición británica comienza con una nota agitada en un vibrato amplio y exagerado. Una vez que se permite que el amplificador retroalimente, Hendrix se desliza hacia abajo hasta la figura rítmica, que utiliza un acorde de novena sostenido de séptima dominante, un acorde de estilo jazz y rítmico y de blues, a menudo denominado "acorde de Hendrix".
La banda en la grabación de la canción no habían realmente pensado en un final para la canción, así que, según Noel Redding, él fue el que tuvo la idea de usar el último acorde IV.

### Letra
Las letras probablemente están inspiradas en Heather Taylor, conocida por ser después la esposa de Roger Daltrey de The Who, aunque también se afirma que las letras de la canción pudieron ser inspiradas en Lithofayne "Faye" Pridgon, novia de Hendrix a mediados de los 60s.